# Христо Хаджийорданов
Христо Попгригоров Хаджийорданов (изписване до 1945 година: Христо попъ Григоровъ хаджи Йордановъ) е български революционер, деец на Вътрешната македоно-одринска революционна организация и Вътрешната македонска революционна организация.

## Биография
Роден е в 1879 година в тиквешкото село Ваташа, тогава в Османската империя, както сам казва „от родители българи“. В 1900 година влиза във ВМОРО и скоро става десетник, а по-късно – помощник-войвода на местната чета. Заподозрян е от властите в революционна дейност и е арестуван, затворен в Кавадарци, а по-късно – в Едикуле в Солун, където лежи три месеца до оправдаването му от съда. Участва в Илинденско-Преображенското въстание с четата на Петър Юруков. След въстанието, при започналия терор, бяга в Свободна България. На два пъти навлиза нелегално в Османската империя, за да пренася революционни материали. След Младотурската революция в 1908 година се връща и легализира, но след изпаряването на Хуриета продължава да се занимава с революционна дейност. В 1912 година му е възложено да убие обвинения в шпионство Йордан Недков, след което става нелеален в четата на Лазар Фертикот.
При избухването на Балканската война през есента на 1912 година е доброволец в Македоно-одринското опълчение. Назначен е за водач на Единадесети пехотен сливенски полк. Сражава се при село Драгоево и при Криволак, където е разбита Тимошката дивизия. След отстъплението участва в съвещанието на войводите при Чемерско, на което е решено да останат по районите си, за да поддържат българщината. Хаджийорданов заминава за Тиквешко. Осъден е на смърт задочно и за главата му е обявена награда от 20 000 динара. Властите убиват баща му.
Хаджийорданов участва в Първата световна война с Десети маршеви полк. След войната се установява в Пловдив. Дълги години е касиер на местното дружество на Илинденската организация.
На 19 февруари 1943 година, като жител на Пловдив, подава молба за българска народна пенсия, която е одобрена и пенсията е отпусната от Министерския съвет на Царство България.